# Rytmické krácení
Rytmické krácení nebo rytmický zákon nebo rytmické střídání délek je změna dlouhé slabiky na krátkou po předcházející dlouhé slabice.

## Slovenština
Jedná se o typickou vlastnost spisovné slovenštiny a o charakteristický jazykový rys, který slovenštinu odlišuje například od češtiny. Na úrovni nářečí jde o typický jev středoslovenských nářečí. V západoslovenských nářečích rytmický zákon neplatí a ve východoslovenských nářečích jsou všechny samohlásky krátké.
Rytmické krácení se týká samostatných slov (nikoliv tedy skupin slov). Za dlouhé slabiky jsou považovány nejen slabiky s dlouhou samohláskou, ale i s dvojhláskou a dlouhým l a r (ĺ a ŕ). Zkracování dlouhé slabiky znamená, že se dlouhá samohláska změní na krátkou a dvojhláska se změní na obyčejnou samohlásku tak, že vypadne její počáteční i (ô se změní na o).
Příklad: Přestože se řekne knihám, naopak se řekne láskam (a nikoliv láskám, protože ve slově láska je první slabika dlouhá. Podobně se krátí (oproti češtině) dlouhé slabiky: slovenské skákanie (ale české skákání), pečiaci (ale české pečící).
Podrobnosti o rytmickém krácení jsou uvedeny v pravidlech slovenského pravopisu a existuje z něj vícero výjimek. V pravidlech slovenského pravopisu došlo v roce 1991 v oblasti rytmického krácení k několika změnám (přesněji k redukci počtu výjimek); například píšúci → píšuci, prevádzkár(eň) → prevádzkar(eň), kamzíčí → kamzičí.